# Compsa multiguttata
Compsa multiguttata là một loài bọ cánh cứng trong họ Cerambycidae.